# Jaclyn Smith
Jaclyn Smith (Houston, Texas, 1945. október 26. –) amerikai színésznő és üzletasszony.

## Fiatalkora
Anyja Margaret Ellen Hartsfield, apja Jack Smith, fogorvos. Zsidó, ír, angol, walesi és skót felmenőkkel rendelkezik. Középiskolai tanulmányait a Mirabeau B. Lamar High Schoolban végezte, majd a Trinity Egyetemen szerzett diplomát. Ezután New Yorkba költözött, mert balettkarriert tervezett. Azonban ehelyett megtalálta a modellkedés, majd a filmezés is.

## Pályafutása
Jaclyn 1969-ben tűnt fel először a filmvásznon. A Goodbye, Columbus című filmben kapott egy kis szerepet mint esküvői vendég. Az 1970-es Szerencsevadászokban egy Belinda nevű újságírónőt alakított, olyan partnerek mellett, mint Charles Aznavour és Candice Bergen. Ezt követően több tévésorozat egy-egy epizódjában láthattuk. Az ismertséget 1976-ban hozta meg számára a Charlie angyalai című bűnügyi sorozat, amit nálunk is nagy sikerrel vetítettek annak idején, és 2022-ben ismétlik a Jocky TV-n. Jill Munroe (Farrah Fawcett) és Sabrina Duncan (Kate Jackson) mellett ő volt a harmadik angyal, Kelly Garrett. A sorozat öt évadot ért meg. Társai az évek során lecserélődtek – Farrah Fawcett például már egy évad után kiszállt, s helyét Cheryl Ladd foglalta el mint Jill húga, Kris Munroe –, de Jaclyn mind a 110 részben szerepelt. Az „angyali élet” után, a kilencvenes években több thrillerben és romantikus filmben is főszerepet kapott, mint például az 1990-es Kaleidoszkóp, A gyilkos karjaiban, a Nappali rémálom, vagy a Szabadesés 1999-ben, ám nagy sikert egyik film sem aratott. 2003-ban beugrott egy kis cameoszerepre a Charlie angyalai: Teljes gázzal című filmben, hogy Kelly Garrett bőrébe bújva lelki támaszt nyújtson Dylan Sandersnek (Drew Barrymore). 2002 és 2004 között A körzet című sorozat 13 epizódjában alakította Vanessa Cavanaugh-t. Láthattuk a Különleges ügyosztályban és a CSI: A helyszínelőkben is.

## Filmográfia

### Film
| Év   | Magyar cím                      | Eredeti cím                     | Szerep                                   | Magyar hang |
| ---- | ------------------------------- | ------------------------------- | ---------------------------------------- | ----------- |
| 1969 |                                 | Goodbye, Columbus               | esküvői vendég (stáblistán nem szerepel) |             |
| 1970 | Szerencsevadászok               | The Adventurers                 | Belinda                                  |             |
| 1974 |                                 | Bootleggers                     | Sally Fannie Tatum                       |             |
| 1980 |                                 | Nightkill                       | Katherine Atwell                         |             |
| 1985 | Déjà vu                         | Déjà Vu                         | Brooke / Maggie                          | Gubás Gabi  |
| 2003 | Charlie angyalai: Teljes gázzal | Charlie's Angels: Full Throttle | Kelly Garrett (cameo)                    | Sáfár Anikó |
| 2019 | Charlie angyalai                | Charlie's Angels                | Kelly Garrett (cameo)                    |             |

### Televízió
Tévéfilmek
| Év   | Magyar cím                 | Eredeti cím                            | Szerep                 | Magyar hang         |
| ---- | -------------------------- | -------------------------------------- | ---------------------- | ------------------- |
| 1972 |                            | Oh, Nurse!                             | ismeretlen szerep      |                     |
| 1972 |                            | Probe                                  | stewardess             |                     |
| 1974 |                            | Fools, Females and Fun                 | Susan Cole             |                     |
| 1976 |                            | The Whiz Kid and the Carnival Caper    | Cathy Martin           |                     |
| 1977 |                            | Escape from Bogen County               | Maggie Bowman          |                     |
| 1978 |                            | The Users                              | Elena Scheider         |                     |
| 1981 | Jacqueline Bouvier Kennedy | Jacqueline Bouvier Kennedy             | Jacqueline Kennedy     | Szerencsi Éva       |
| 1983 | Angyalok dühe              | Rage of Angels                         | Jennifer Parker        |                     |
| 1984 | Mikulás végveszélyben      | The Night They Saved Christmas         | Claudia Baldwin        |                     |
| 1984 |                            | Sentimental Journey                    | Julie Ross-Gardner     |                     |
| 1985 | Florence Nightingale       | Florence Nightingale                   | Florence Nightingale   | Majsai-Nyilas Tünde |
| 1986 | Angyalok dühe              | Rage of Angels: The Story Continues    | Jennifer Parker        | Piros Ildikó        |
| 1989 |                            | Settle the Score                       | Katherine Whately      |                     |
| 1990 | Kaleidoszkóp               | Kaleidoscope                           | Hilary Walker          |                     |
| 1991 | Orvos vagy hóhér?          | The Rape of Doctor Willis              | Kate Willis            | Andresz Kati        |
| 1991 | Hazug csókok               | Lies Before Kisses                     | Elaine Sanders         |                     |
| 1992 | A szerelem gyilkolhat      | Love Can Be Murder                     | Elizabeth Bentley      | Rák Kati            |
| 1992 | Nappali rémálom            | Nightmare in the Daylight              | Megan Lambert          |                     |
| 1992 | A gyilkos karjaiban        | In the Arms of a Killer                | Maria Quinn            |                     |
| 1994 | Néma sikolyok              | Cries Unheard: The Donna Yaklich Story | Donna Yaklich          |                     |
| 1996 |                            | My Very Best Friend                    | Dana Griffin           |                     |
| 1997 |                            | Married to a Stranger                  | Megan Potter           |                     |
| 1998 | Szép álmokat, drágám       | Before He Wakes                        | Bridget Smith Michaels |                     |
| 1999 | Titkok gyermeke            | Three Secrets                          | Diane                  |                     |
| 1999 | Szabadesés                 | Free Fall                              | Renee Brennan          |                     |
| 2000 | A szerelem hullámain       | Navigating the Heart                   | Edith Iglauer          |                     |
| 2005 | Hétköznapi csoda           | Ordinary Miracles                      | Kay Woodbury           |                     |
| 2015 |                            | Bridal Wave                            | Felice Hamilton        |                     |
| 2019 | Karácsonyi meglepetések    | Random Acts of Christmas               | Lauren Larkin          |                     |

Sorozatok
| Év        | Magyar cím                               | Eredeti cím                       | Szerep                                                  | Megjegyzések                                                          |
| --------- | ---------------------------------------- | --------------------------------- | ------------------------------------------------------- | --------------------------------------------------------------------- |
| 1970      |                                          | The Partridge Family              | Tina                                                    | 1 epizód                                                              |
| 1973–1975 |                                          | McCloud                           | Margaret Hart / Jackie Rogers                           | 2 epizód                                                              |
| 1975      |                                          | The Rookies                       | Judy March                                              | 1 epizód                                                              |
| 1975      |                                          | Switch                            | Ally McGuinness                                         | 3 epizód                                                              |
| 1975      |                                          | Get Christie Love!                | Sari Lancaster                                          | 1 epizód                                                              |
| 1976      |                                          | Disneyland                        | Cathy Martin                                            | 2 epizód                                                              |
| 1976–1981 | Charlie angyalai                         | Charlie's Angels                  | Kelly Garrett                                           | - 110 epizód - magyar hangja: - Kovács Nóra - Kisfalvi Krisztina      |
| 1977      | Szerelemhajó                             | The Love Boat                     | Janette Bradford                                        | 1 epizód                                                              |
| 1977      |                                          | The San Pedro Beach Bums          | önmaga                                                  | 1 epizód                                                              |
| 1984      |                                          | George Washington                 | Sally Fairfax                                           | minisorozat (3 epizód)                                                |
| 1988      | A Bourne-rejtély                         | The Bourne Identity               | Marie St. Jacques                                       | - minisorozat (2 epizód) - magyar hangja: - Radó Denise - Pápai Erika |
| 1988      | Istenek malmai                           | Windmills of the Gods             | Mary Ashley                                             | - minisorozat (2 epizód) - magyar hangja: - Radó Denise               |
| 1989–1990 |                                          | Christine Cromwell                | Christine Cromwell                                      | 4 epizód                                                              |
| 1994      | Danielle Steel: Családi album            | Family Album                      | - minisorozat (2 epizód) - magyar hangja: - Kovács Nóra |                                                                       |
| 2000–2001 |                                          | Becker                            | Megan                                                   | 2 epizód                                                              |
| 2002–2004 | A körzet                                 | The District                      | Vanessa Cavanaugh                                       | 13 epizód                                                             |
| 2004      |                                          | Hope & Faith                      | Dr. Anne Osvath                                         | 2 epizód                                                              |
| 2007–2009 |                                          | Shear Genius                      | önmaga / házigazda                                      | 19 epizód                                                             |
| 2010      | Esküdt ellenségek: Különleges ügyosztály | Law & Order: Special Victims Unit | Susan Delzio                                            | 1 epizód                                                              |
| 2012      | CSI: A helyszínelők                      | CSI: Crime Scene Investigation    | Olivia Hodges                                           | 2 epizód                                                              |